# Тереза Нільсен
Тереза Нільсен (англ. Terese Nielsen; нар. 11 березня 1966) — американська фентезі-художниця та ілюстраторка.

## Дитинство, освіта та сім'я
Нільсен народилася в Аврорі, штат Небраска, в 1966 році. У Нільсен є брат, Рон Спенсер, також художник.
У 1984 році Тереза пішла за своїм братом і переїхала до Рексбурга, штат Айдахо, де вони вивчали мистецтво в Рікс-коледжі. Після закінчення навчання вона навчалася в коледжі дизайну Art Center (ACCD) у Пасадені, штат Каліфорнія, який у 1991 році закінчила з «відзнакою».
Тереза вийшла заміж за Кліффа Нільсена, іншого випускника ACCD. Разом вони проілюстрували «Руїни» (1995). Згодом вони розлучилися. Тереза має чотирьох дітей і проживає в Темпл-Сіті, Каліфорнія, зі своєю дружиною.

## Кар'єра
Компанія Landmark Entertainment найняла Нільсен для допомоги в проектуванні тематичних парків розваг, а компанії DC і Marvel Comics найняли її для ілюстрації кількох колекційних карток супергероїв. Вона ілюструвала графічні романи Marvel, один із яких — «Руїни», вона робила разом зі своїм тодішнім чоловіком Кліффом Нільсеном. Для Topps вона намалювала кілька обкладинок Ксени, а також обкладинки Star Wars для Dark Horse.
Тереза проілюструвала графічну новелу, яка була включена до відеогри Gabriel Knight: Sins of the Fathers 1993 року. У схвальній рецензії Скотт А. Мей написав: «Темні, тривожні бачення Нільсен передаються на багато розмальованих вручну фонів гри, намальованих із похмурої палітри темно-червоного, синього та чорного». У жанрі відеоігор її вплив можна побачити в серіалі Sierra Gabriel Knight і в її роботі для Meridian 59 від 3DO, а також вона працювала з Mythic Entertainment, створюючи зовнішній вигляд рекламної кампанії, що просуває інтерактивну інтернет-гру Темний вік Камелота.
У 1996 році Тереза почала працювати на Wizards of the Coast. Вона змогла завоювати своїх прихильників головним чином завдяки своїм ілюстраціям до колекційної карткової гри magic: The Gathering. Починаючи з 1996 року Тереза створювала зображення для Magic та інших продуктів Wizards of the Coast, а також ілюструвала книжкові обкладинки й інтер'єри, а також кіноплакати. Вона була членом журі для Spectrum Awards. Нільсен створила кілька зображень для колекційної карткової гри «Гаррі Поттер», випущеної в 2001 році.
У рецензії на її роботу «Савант» у колекції Wildstorm Gallery, випущеній у 1996 році, критик Джозеф Шадковський написав: «Уявіть, що британський художник Данте Габріель Россетті створив настрій альбомом Sex Pistols, щоб повністю оцінити стиль Нільсена». Шадковський також високо оцінив роботу Нільсен в серії Marvel Comics Code of Honor (1997).
Тереза створила образ для серії романів Sembia Forgotten Realms і серії Age of Unreason Грега Кіза, опублікованої Del Rey. Підтримана Лукасом, вона брала участь у кількох частинах «Зоряних війн» для «Нового ордену джедаїв», також опублікованого Дель Реєм. У 1998 році Нільсен створив обкладинки для фільмів Dungeons & Dragons Джакандор, країна легенд і Джакандор, острів Долі, а також проілюстрував обкладинки трьох випусків Dragon.
У 1999 році Alderac Entertainment Group опублікувала довідник Gamemasters для рольової гри 7th Sea, причому всі обкладинки з того часу (основні довідники та додатки) переважно намалювала тереза Нільсен. Також у 1999 році вона отримала номінацію на премію Чеслі за найкращу ілюстрацію, пов'язану з іграми, за її ілюстрацію карти Magic: The Gathering «Ертай, адепт магії».
У 2014 році Тереза Нільсен була почесним художником Gen Co.
Тереза додала малюнки до цифрової колекційної карткової гри Hearthstone.

## Суперечка
18 червня 2020 року під час стріму «Weekly MTG» на Twitch Wizards of the Coast розповіли, що вони припинили свої стосунки з терезою Нільсен і що «останній продукт, який матиме будь-яке передруковане зображення» її роботи, буде випущено найближчої осені.
Ця дія Wizards збіглася зі зростаючим занепокоєнням шанувальників щодо поглядів Нільсен, зокрема щодо транс-людей, її симпатій або ретвітів активістів альтернативних правих і теоретиків змови. Серед іншого, Нільсен подарувала та підписала частину свого мистецтва для QAnon і орієнтованого на змову YouTube-каналу Edge of Wonder.